# Челик, Нидал
Нидал Челик (босн. Nidal Čelik; родился 17 июля 2006, Сараево, Босния и Герцеговина) — боснийский футболист, защитник французского клуба «Ланс».

## Клубная карьера
Воспитанник академии «Сараево», 27 сентября 2023 года Челик дебютировал за основную команду клуба, выйдя на замену в матче Кубка Боснии и Герцеговины против «Слоги Ускоплье». 3 февраля 2025 года перешёл во французский клуб «Ланс».

## Карьера в сборной
Выступал за все сборные Боснии и Герцеговины от 15 до 19 лет и до 21 года.